# Casa Hatcher-Groover-Schwartz
La Casa Hatcher-Groover-Schwartz es una residencia histórica en Macon, Georgia, que fue construida en 1880. Fue incluido en el Registro Nacional de Lugares Históricos en 1971. Se encuentra en 1144-1146 en Georgia Avenue, en el centro histórico de Macon. 
Fue considerado un "ejemplo magnífico" de la arquitectura del Segundo Imperio, y el único ejemplo en Macon.La casa fue construida por Marshall James Hatcher en 1880. En 1935 fue vendido por los descendientes de Hatcher a Denmark Groover y su esposa, quienes lo vendieron a su vez en 1967 a Bert Schwartz y su esposa.